# Norges ambassad i Köpenhamn
Norges ambassad i Köpenhamn (norska: Norges ambassade i København) är Norges beskickning i Danmark. Ambassadens fastighet ligger på Dampfærgevej 10 i Köpenhamn. Ambassaden är Norges äldsta ambassad och grundades 1905. Ambassadör sedan 2017 är Aud Kolberg.